# دهستان پارود
دهستان پارود نام دهستانی در بخش پارود شهرستان راسک، استان سیستان و بلوچستان در ایران است. بر اساس سرشماری مرکز آمار ایران در سال ۱۳۹۵، جمعیت آن ۲۵،۲۱۴ نفر (۶۱۵۱ خانوار) بوده‌است.